# Crveno more
 Ovo je glavno značenje pojma Crveno more. Za druga značenja pogledajte Crveno more (razdvojba).
Crveno more (arapski: البحر الأحمر al-Bahr al-ahmar hebrejski: 'ים סוף Yam Suf; tigrigna ቀይሕ ባሕሪ QeyH baHri) je rubno more na sjeveru Indijskog oceana. Na sjevernom rubu mora je Sueski kanal kojim vodi plovni put u Sredozemno more, a južni rub mora čini tjesnac Bab-el-Mandeb koji ga dijeli od Adenskog zaljeva.

## Hidrografija

### Obalne države
- Sjeverna obala: Egipat, Izrael, Jordan
- Zapadna obala: Sudan, Egipat
- Istočna obala: Saudijska Arabija, Jemen
- Južna obala: Džibuti, Eritreja

### Obalni gradovi
- Assab
- Massawa
- Hala'ib
- Port Sudan
- Port Safaga
- Hurghada
- El Suweis
- Sharm el Sheikh
- Eilat
- Aqaba
- Dahab
- Jedda
- Al Hudaydah
- Marsa Alam

### Otoci
- Mukawwa
- Otočje Dahlak

## Turizam
Crveno je more poznato po svojim spektakularnim lokacijama za ronjenje, kao što su Ras Mohammed, Elphinstone, The Brothers and Rocky Island u Egiptu i neke manje poznate lokacije u Sudanu kao što npr. Sanganeb, Abington, Angarosh i Shaab Rumi.
Ronilački turizam u Crvenom moru potakli su Hans Hass (1950-ih godina), a kasnije i Jacques-Yves Cousteau.

## Poveznice
- Bab-el-Mandeb
- Sueski kanal
- Sinaj
- Azija
- Arapski poluotok
- Afrika

## Vanjske poveznice
Sestrinski projekti
|  | Zajednički poslužitelj ima stranicu o temi Crveno more    |
|  | Zajednički poslužitelj ima još gradiva o temi Crveno more |